# Ferrovia Congo-Oceano
A Ferrovia Congo-Oceano (COR; Chemin de fer Congo-Océan) liga o porto atlântico de Pointe-Noire (atualmente na República do Congo) a Brazzaville, uma distância de 502 quilômetros (310 mi). Ela contorna as cataratas no baixo Rio Congo; a partir de Brazzaville, barcos fluviais podem subir o Rio Congo e seus principais afluentes, incluindo o Rio Oubangui até Bangui.
Em 2012, a ferrovia estava operando regularmente serviços de carga e passageiros ao longo de toda a linha, apesar do mau estado dos trilhos. Um trem de luxo, La Gazelle, usando vagões fabricados na Coreia, foi introduzido em 2012; em 2014, operava entre Pointe-Noire e Brazzaville a cada dois dias e estava programado para levar de 14 a 16 horas para completar a jornada de 502 quilômetros (310 mi).

## História

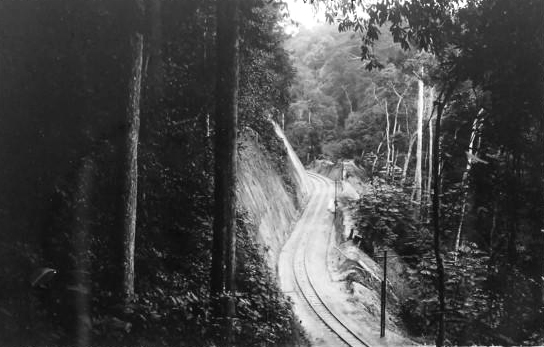
Corte de Mayumbe, 1930

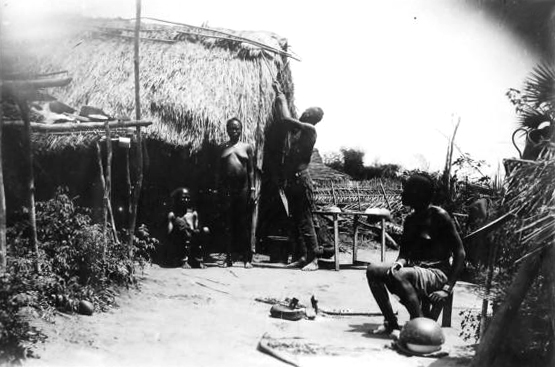
Acampamento familiar de trabalho forçado, localizado perto de Les Saras, durante a construção em 1930

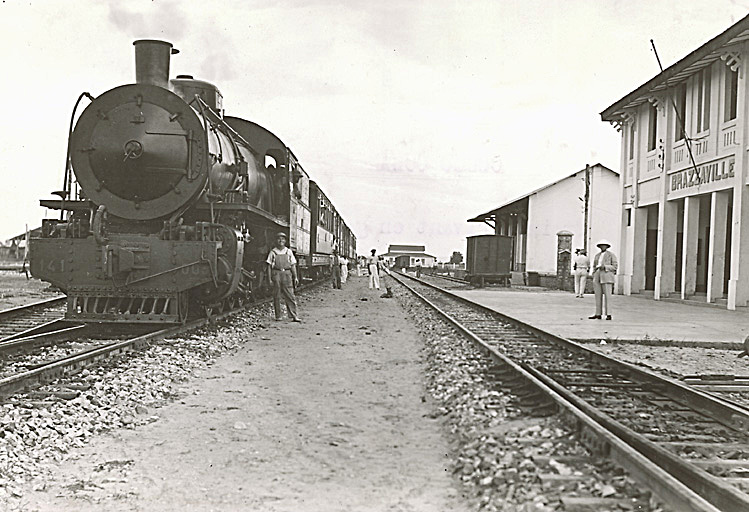
Estação de Brazzaville, 1932

Sob a administração colonial francesa, em 1921, foi contratada a Société de Construction des Batignolles para construir a ferrovia usando trabalho forçado, recrutado do que hoje é o sul do Chade e da República Centro-Africana. A França não ratificou a Convenção sobre Trabalho Forçado de 1930. O desdém da população nativa em relação a esse trabalho conscrito e outras formas de opressão levou à revolta Kongo-Wara entre 1928 e 1931. Durante o período de construção até 1934, houve um custo contínuo elevado em vidas humanas, com o número total de mortes estimado em mais de 17.000 trabalhadores de construção, devido a uma combinação de acidentes industriais e doenças, incluindo malária. Em 1946, a França ratificou a Convenção sobre Trabalho Forçado, em razão da revolta indígena. 
Em 1962, um ramal foi construído para Mbinda perto da fronteira com Gabão, para conectar com o Teleférico COMILOG e assim transportar minério de manganês para Pointe-Noire. O teleférico foi fechado em 1986, quando o Gabão vizinho construiu sua própria ferrovia para transportar esse tráfego. No entanto, o ramal permanece ativo.
A Ferrovia Congo-Oceano usava a locomotiva Golwé. A força motriz agora é fornecida por locomotivas diesel.
Desde o início da guerra civil em 1997, a linha foi fechada por seis anos.
As operações foram reiniciadas em 2004, mas em agosto de 2007, a BBC News relatou que a COR estava em um "estado decrepito, com a maioria dos trens quebrados", após a UNICEF ter organizado um trem para distribuir redes contra malária. Em 2007, um consórcio liderado pela Coreia, o CMKC Group, assinou um contrato para construir extensões ferroviárias para Ouesso e Djambala principalmente para o tráfego de madeira.
Em 21 de junho de 2010, um trem da Ferrovia Congo-Oceano esteve envolvido em um grave acidente, no qual pelo menos 60 pessoas morreram. Acredita-se que o trem tenha descarrilado ao contornar uma curva em uma área remota entre Bilinga e Tchitondi, lançando quatro vagões em um desfiladeiro. Os mortos e feridos foram levados para hospitais e necrotérios em Pointe-Noire.
Em 2011, foi anunciado que a Africa Iron estava próxima de concluir um contrato de transporte de minério de 25 anos com a Ferrovia Congo-Oceano. No início de 2015, a Ferrovia Congo-Oceano adquiriu 10 locomotivas EMD GT38AC da Electro-Motive Diesel em Muncie, Indiana. Elas foram colocadas em operação no verão de 2015.
Em 2021, foi anunciada uma proposta para uma ferrovia Mayoko & Niari - Pointe-Noire para o tráfego de minério de ferro.